# نوویتسا (استان لهستان کوچک‌تر)
نوویتسا (به لاتین: Nowica) یک روستا در لهستان است که در گمینا اوشچیه گورلیتسکیه واقع شده‌است. نوویتسا ۱۲۰ نفر جمعیت دارد.